# کاروانسرای ایرانی
کاروانسرای ایرانی (به انگلیسی: The Persian Caravanserai) عبارت است از مجموعهٔ ۵۴ کاروانسرا در ۲۴ استان ایران که در ۲۶ شهریور ۱۴۰۲ در فهرست میراث جهانی یونسکو قرار گرفتند. این مجموعه به عنوان بیست‌و‌هفتمین اثر جهانی ایران شناخته شدند. کاروانسراهای ایرانی ثبت‌شده در فهرست میراث جهانی متعلق به دوره ساسانی تا پایان دوره قاجار هستند. 

## پیشینه و کارکرد

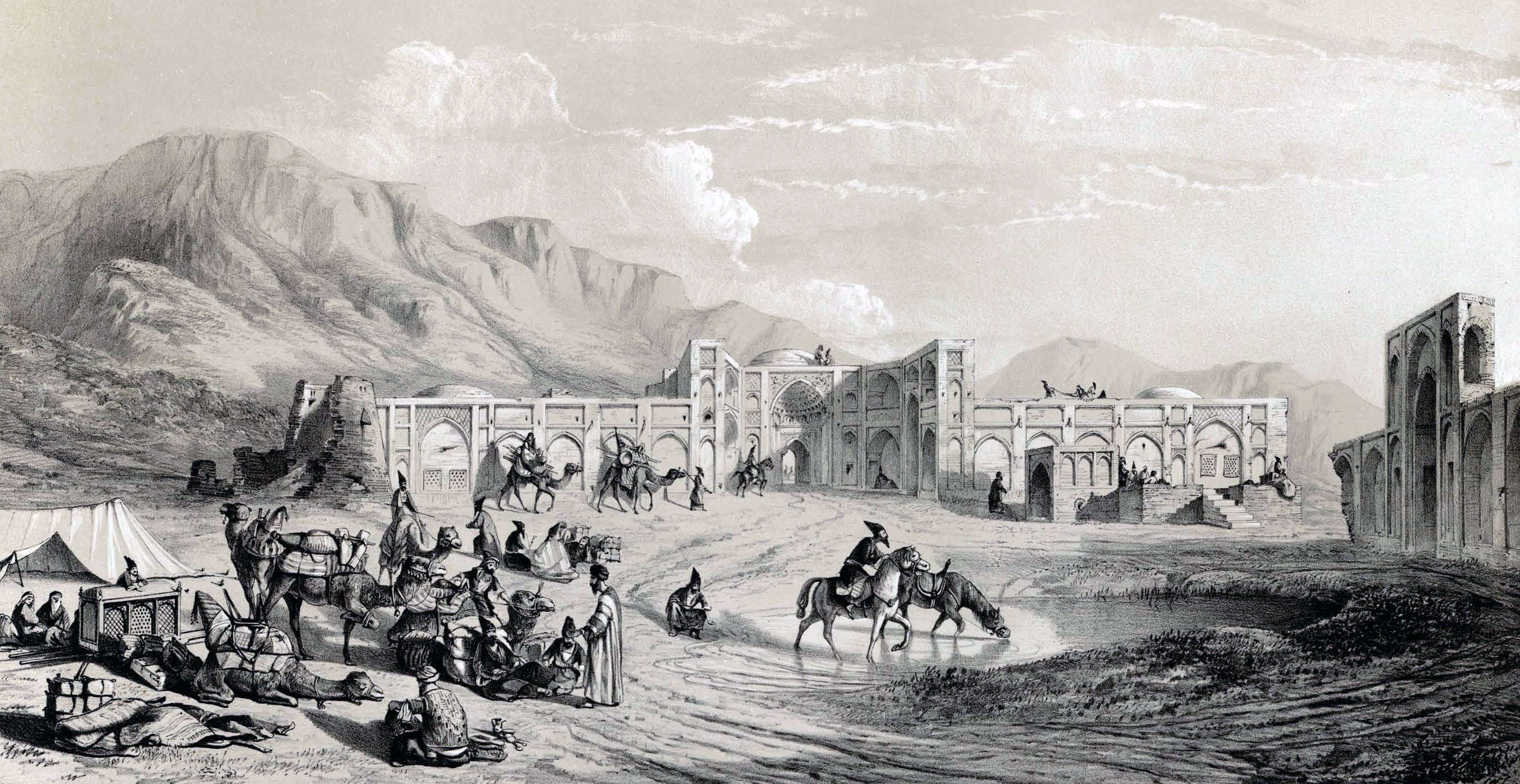
کاروانسرای مهیار از نگاه اوژن فلاندن، دوره محمدشاه قاجار.

کاروانسراهای ایران از دوران باستان نقش استراحت‌گاهی در کنارهٔ راه‌ها برای مسافران ایفا کرده و برای کاروان‌ها، زائران و مسافران سرپناه، غذا و آب فراهم می‌کردند. این کاروانسراها محلی برای تبادل ارزش‌های انسانی بوده و در طول تاریخ کاروانیان مختلف در این محل به تبادل افکار، فرهنگ‌ها و ارزش‌های انسانی می‌پرداختند و کاروانسرا از این جهت اهمیت بسیاری داشته است. این کاروانسراها مستقیماً درگیر تحولات اجتماعی، فرهنگی بوده‌اند، به گونه‌ای که تأثیر آن را در ادبیات، شعر، نقاشی، مینیاتور، موسیقی و همچنین معماری می‌توان دید.
آرتور پوپ، ایران‌شناس برجسته، کاروانسراها را هم‌قدمت تاریخ تجارت می‌داند و معتقد است کاروانسراها در وحدت و رفاه ایران مؤثر بودند و به همین جهت شاه عباس صفوی تشویق شده تا ساخت کاروانسراها در سراسر ایران را رونق دهد. به گفته پوپ، برحسب یک توافق عمومی تمام کاروانسراهای زیبا به شاه عباس نسبت داده شده اما ساخت کاروانسرا از قدیم رونق داشته و در طول تاریخ ایران ادامه پیدا کرده است.
گفته می‌شود زمانی در امتداد شاهراه‌های ایران ۱۰۰۰ کاروانسرا (در هر ۳۶ کیلومتر یک کاروانسرا) وجود داشته است تا رفت‌وآمد و تجارت بین شهرها و حتی بین کشورها را رونق ببخشد. هرچند حالا تعداد کمتری از کاروانسراها باقی مانده اما همچنان صدها کاروانسرا در سراسر ایران وجود دارد و حدود ۷۰۰ کاروانسرا در فهرست آثار ملی ایران به ثبت رسیده‌اند.
ایران تنها در مسیرهای تجاری تاریخی خود از جمله جاده ابریشم که آسیا و اروپا را به هم متصل می‌کند، بیش از ۲۰۰ کاروانسرا دارد.

## معماری

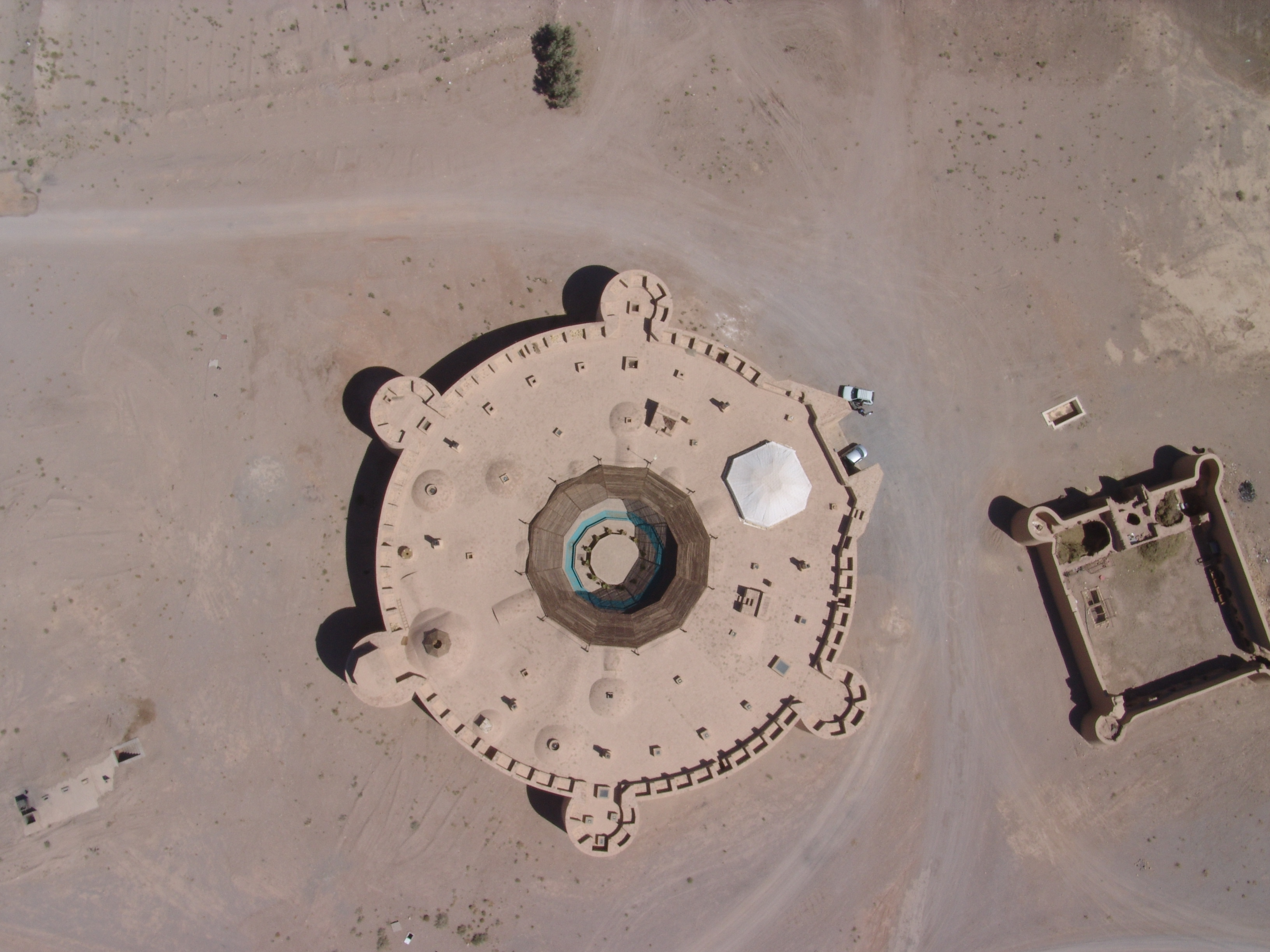
رباط زین‌الدین از معدود کاروانسراهای دایره‌ای ایران

معماری کاروانسراهای ایرانی متناسب با استفاده از آن بوده و سازندگان تلاش می‌کردند تا بیشترین سودمندی را در ساخت سازه لحاظ کرده و با کمترین سازه، بیشترین استفاده از فضا را داشته باشند. در میان چند صد کاروانسرای موجود در ایران، هیچ دو کاروانسرایی پلان‌های مشابه یکدیگر ندارند و حتی دو کاروانسرای پشت سر هم در یک مسیر کاروانی نیز مانند هم نیستند.
آرتور پوپ، کاروانسراهای ایران را یکی از پیروزی‌های بزرگ معماری ایران توصیف می‌کند و معتقد است هیچ جای دیگر جز کاروانسرا نمی‌توانیم هماهنگی کامل‌تری در عملکرد و ساختار پیدا کنیم.
بیشترین نوع پلان معماری استفاده‌شده در ساخت کاروانسراهای ایرانی، پلان‌های چهارگوشه و دارای حیاط مرکزی است. در این نوع پلان، کاروانسراها در ظاهر به یکدیگر شبیه هستند؛ اما در جزئیات، معماری و چینش فضاها با یکدیگر تفاوت‌های زیادی دارند. معماری حیاط مرکزی نیز به این دلیل رونق داشته که در شرایط بد آب‌وهوایی این شکل از معماری درون‌گرا کارکرد بهتری داشته است.
در این نوع معماری، اطراف حیاط حجره‌ها و شاه‌نشین‌ها قرار داشتند و در پشت حجره‌ها، به صورت طولی و دالانی، شترخوان قرار داشته که ورودی و شکل آن بسته به هر کاروانسرا متفاوت بوده است.

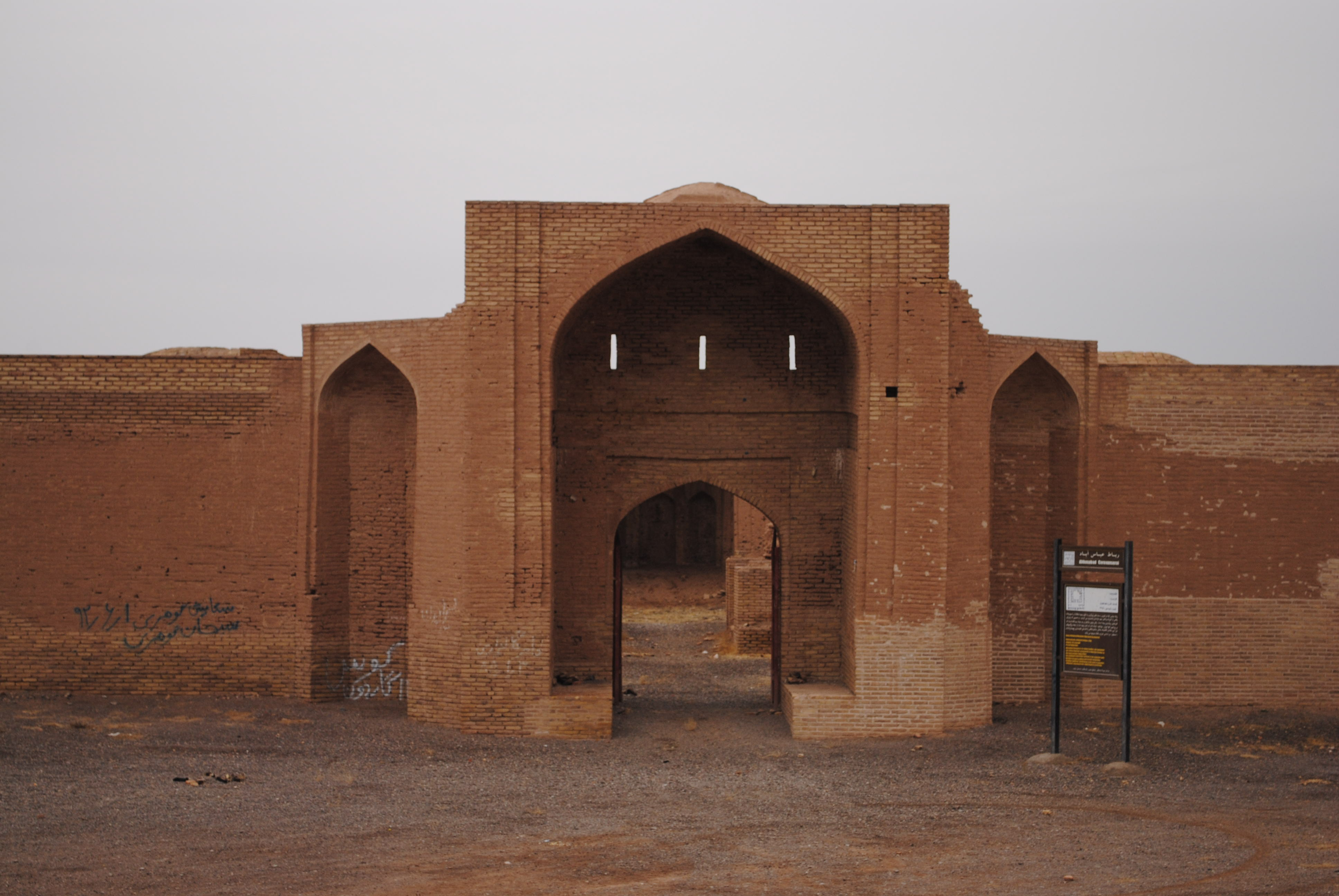
کاروانسرای عباس‌آباد در تایباد، متعلق به اواخر تیموری و اوایل صفوی

هرچند معماری عمده کاروانسراها به شکل حیاط مرکزی بوده؛ اما این شکل نیز فرم‌های مختلفی داشته است؛ برای نمونه برخی کاروانسراها مانند کاروانسرای امین‌آباد معماری هشت‌ضلعی یا در مناطق سردسیر کاروانسرای سرپوشیده نیز مرسوم بوده است؛ مانند کاروانسرای خوی. فرم دایره‌ای نیز در برخی کاروانسراها استفاده شده؛ مانند کاروانسرای زین‌الدین در یزد و همچنین فرم هشت‌ضلعی نامنتظم مانند کاروانسرای سنگی انجیره. کاروانسراهای داخل بافت شهری مانند کاروانسرای سعدالسلطنه در قزوین و کاروانسرای افضل در شوشتر نیز با وجود حیاط‌های مستطیل، فرم ارگانیک خود را دارند.
از نظر مقایسه، تفاوت کاروانسراهای ایرانی با چند نوع دیگر از کاروانسراهای موجود در خارج از ایران در شکل و نقشه است، زیرا به نظر می‌رسد نوع دیگر کاروانسراها از نمونه‌های اولیه ایرانی آمده است.

## ثبت جهانی

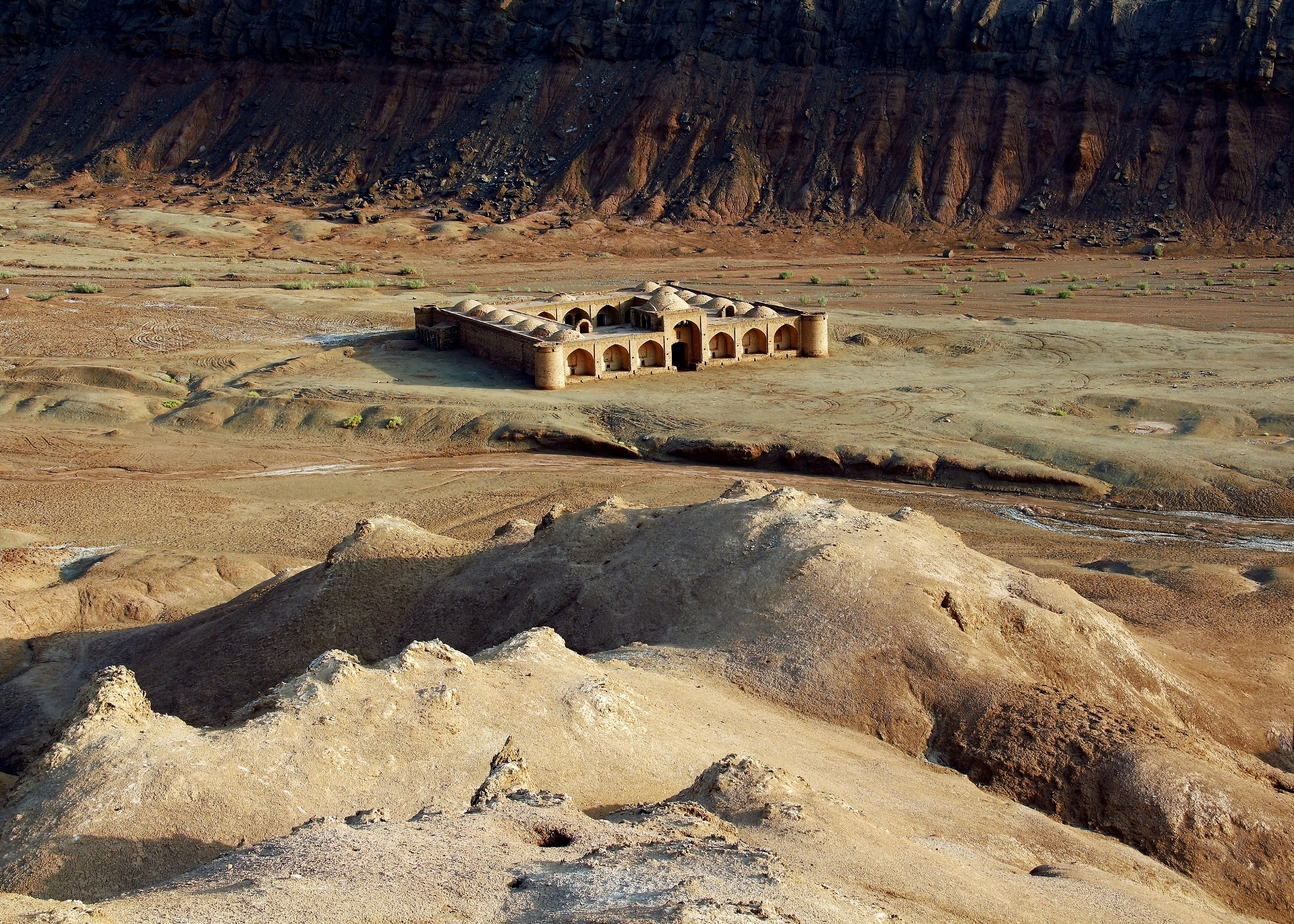
کاروانسرای چاه کوران

در چهل و پنجمین کمیته میراث جهانی یونسکو که در شهریور ۱۴۰۲ در شهر ریاض عربستان سعودی برگزار شد، پرونده ۵۶ کاروانسرای تاریخی ایران از ۲۴ استان مورد بررسی قرار گرفت.
به دنبال گزارش مثبت نماینده ایکوموس (کنوانسیون میراث جهانی) دربارهٔ وضعیت مرمت و نگهداری و ارزش تاریخی این کاروانسراها و اظهارات نمایندگان برخی کشورها در موافقت با این پرونده، و پس از حذف دو کاروانسرای صفوی در آذربایجان شرقی (کاروانسرای یام) و اصفهان (کاروانسرای عباسی) و با انجام اصلاحاتی در بخش‌ها و بندهایی از آن، سرانجام در مجموع ۵۴ کاروانسرا در فهرست میراث جهانی یونسکو ثبت جهانی شد. به دلیل بازسازی دو کاروانسرای یام و عباسی (مادرشاه) اصفهان با مصالح جدید، یونسکو اصالت این بنا را قانع‌کننده ندانست و این دو کاروانسرا که به هتل تبدیل شده‌اند، از فهرست پیشنهادی ایران حذف شدند.
نماینده وزارت میراث فرهنگی، گردشگری و صنایع دستی ایران در اجلاس یونسکو توضیح داد که ایران پرونده ۵۶ کاروانسرا را ارائه کرده، در حالی که بیش از ۷۰۰ کاروانسرا را ثبت ملی کرده است. به گفته وی، ایران چند معیار را برای انتخاب این ۵۴ کاروانسرا از جمله معماری و دوره‌های تاریخی درنظر گرفته است و این آمادگی را دارد که دو کاروانسرا را به پیشنهاد ایکوموس حذف و در آینده آن‌ها را به این پرونده الحاق کند.

### معیارها

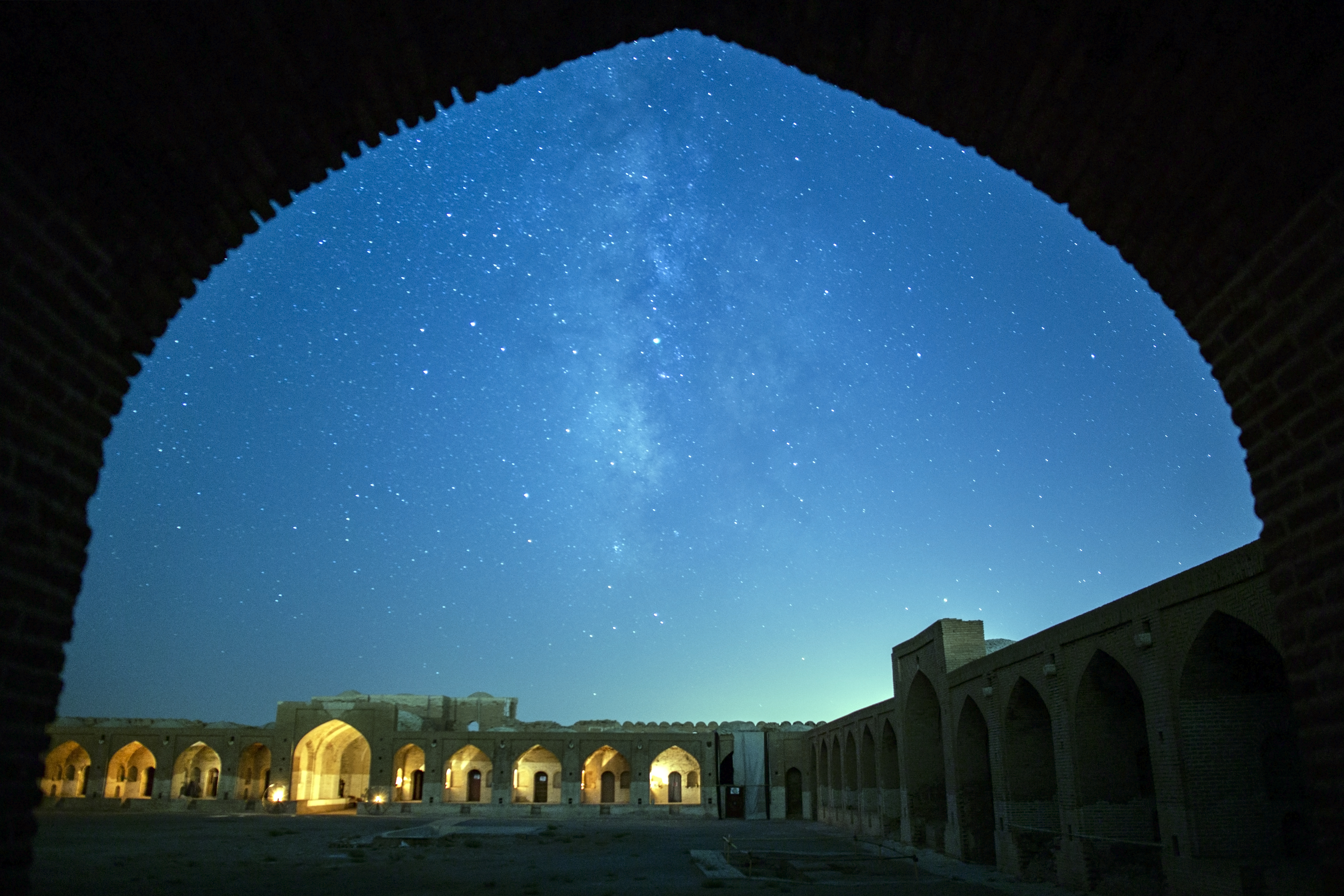
دیر گچین، کاروانسرایی با قدمت ساسانی

در پرونده مربوط به کاروانسراهای ایران در یونسکو تأکید شده است که کاروانسراها یکی از مهم‌ترین اشکال معماری ایرانی هستند که باعث توسعه مسیرها و نیازهای مرتبط با خواسته‌ها و مقتضیات سفر شده‌اند.
کاروانسراهای ثبت‌شده با مقایسه نقشه ۲۰۰ کاروانسرا انتخاب شده‌اند که دربارهٔ ویژگی آن‌ها در پرونده موجود در یونسکو آمده است که هیچ‌یک از آن‌ها نقشه تکراری ندارند، بنابراین مشهود است که کاروانسراها نتیجه و محصول خلاقیت و نبوغ معماران ایرانی در طول تاریخ است.
از نظر قدمت، کاروانسراهای ثبت‌شده متعلق به دوره ساسانی تا قاجار هستند ولی به دلیل رونق ساخت کاروانسراها در دوره صفوی، تعداد آثار ثبت‌شده آن دوره بیشتر از دیگر دوره‌های تاریخی است. سه کاروانسرا از این مجموعه دارای پیشینه ساسانی هستند:کاروانسرای پرند تهران که مربوط به اواخر دوره ساسانی است، کاروانسرای نوشیروان سمنان که به نظر باستان‌شناسان احتمالاً پیشینه ساسانی دارد و کاروانسرای دیر گچین قم که به استناد منابع مختلف پیشینه ساسانی دارد؛ هرچند که ساختمان فعلی این کاروانسرا مربوط به دوره صفوی است. کاروانسراهای جدیدتر شامل سعدالسلطنه، بستک و فخرآباد است که در دوره قاجار ساخته شده و در فهرست جهانی قرار گرفته‌اند.
علاوه بر قدمت تاریخی و تنوع طرح و پلان کاروانسراها، یکی از مهم‌ترین معیارهای انتخاب آنها وضعیت مرمت، نگهداری و حفظ اصالت آنها بوده است. محل قرارگیری و تنوع اقلیمی، معیار دیگری است که در انتخاب کاروانسراها برای ثبت جهانی مدنظر قرار گرفته است. از اقلیم‌های کوهستانی، جلگه‌ای، دشت و کویر و همه نقاط ایران، کاروانسراهایی در این پرونده وجود دارد.

### پیامدها

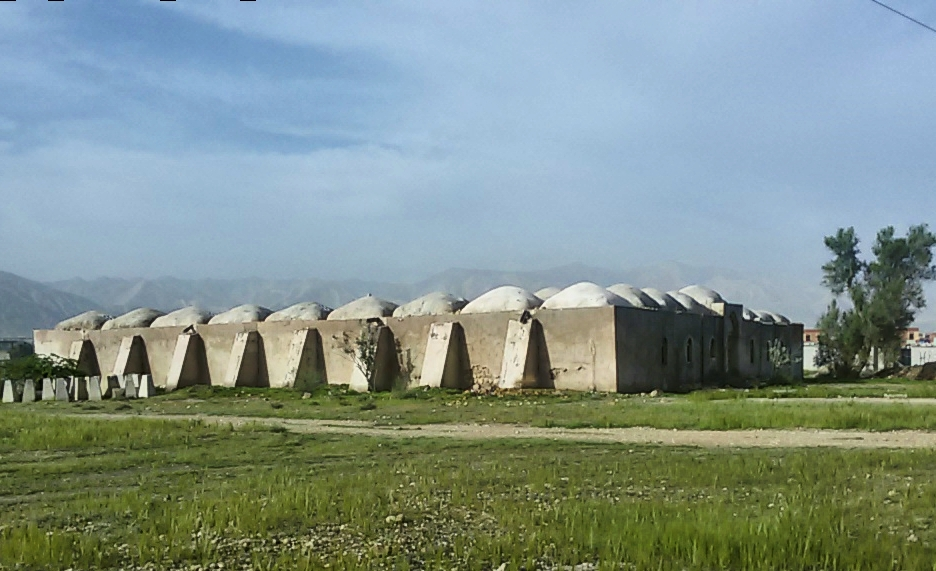
کاروانسرای بستک، نخستین اثر ثبت جهانی استان هرمزگان

تا پیش از ثبت جهانی کاروانسراها، ایران ۲۶ پرونده و حدود ۵۰ اثر و پهنه منفرد را به ثبت جهانی رسانده بود که با ثبت ۵۴ کاروانسرا در قالب پرونده زنجیره‌ای کاروانسراهای ایرانی، تعداد پرونده‌های ثبت جهانی ایران به ۲۷ پرونده و تعداد آثار منفرد ثبت‌شده دو برابر و بالغ بر ۱۰۰ اثر شد. پرونده ثبت جهانی زنجیره‌ای کاروانسراهای ایرانی یکی از بزرگ‌ترین پرونده‌های ثبت جهانی در عرصه ملی و بین‌المللی از نظر گستردگی تعداد آثار منفرد (۵۴ اثر در قالب یک پرونده) در تاریخ شش دهه‌ای ثبت‌های جهانی پس از کنوانسیون ۱۹۷۲ در یونسکو به‌شمار می‌رود.
همچنین یکی از مهم‌ترین دستاوردهای پرونده ثبت جهانی کاروانسراهای ایران، توزیع آثار ثبت جهانی در ایران بود و این پرونده ۲۴ استان ایران را صاحب اثر جهانی کرد. استان‌هایی مانند البرز، هرمزگان، بوشهر، خراسان شمالی، کهگیلویه و بویراحمد و قزوین پیش از کاروانسراها اثر ثبت جهانی نداشتند و به واسطه این پرونده دارای یک کاروانسرای ثبت جهانی شدند.
بااین‌حال هفت استان گلستان، مازندران، زنجان، کردستان، ایلام، چهارمحال و بختیاری و سیستان و بلوچستان از حضور در این پرونده بازماندند. دلیل این موضوع، نبودن کاروانسرای واجد ارزش ثبت جهانی یا تخریب آن‌ها در این استان‌ها بوده است.

## فهرست
فهرست زیر، ۵۴ کاروانسرا و رباطی هستند که در پروندهٔ «کاروانسراهای ایرانی» در فهرست جهانی یونسکو ثبت شده‌اند:

| نام کاروانسرا           | استان               | شهرستان      | شناسه ثبت یونسکو | مختصات جغرافیایی                                                        | پهنه ثبتی (هکتار) | پهنه حریم (هکتار) |
| ----------------------- | ------------------- | ------------ | ---------------- | ----------------------------------------------------------------------- | ----------------- | ----------------- |
| جمال‌آباد                | آذربایجان شرقی      | میانه        | ۱۶۶۸–۰۰۹         | ۳۷°۱۶′۱۸٫۸۹″ شمالی ۴۷°۵۰′۳۵٫۱۶″ شرقی / ۳۷٫۲۷۱۹۱۳۹°شمالی ۴۷٫۸۴۳۱۰۰۰°شرقی | ۰٫۳۷              | ۱۳٫۸۳             |
| گویچه‌بیل                | آذربایجان شرقی      | اهر          | ۱۶۶۸–۰۳۶         | ۳۸°۲۰′۳۸٫۰۲″ شمالی ۴۶°۵۱′۴۸٫۰۶″ شرقی / ۳۸٫۳۴۳۸۹۴۴°شمالی ۴۶٫۸۶۳۳۵۰۰°شرقی | ۰٫۱۵              | ۱۰٫۹۳             |
| خواجه نظر               | آذربایجان شرقی      | جلفا         | ۱۶۶۸–۰۳۵         | ۳۸°۵۸′۳۸٫۸″ شمالی ۴۵°۳۴′۳۷٫۱″ شرقی / ۳۸٫۹۷۷۴۴۴°شمالی ۴۵٫۵۷۶۹۷۲°شرقی     | ۰٫۲۳              | ۱۸٫۷۵             |
| شاه‌عباسی قطور           | آذربایجان غربی      | خوی          | ۱۶۶۸–۰۴۰         | ۳۸°۲۷′۵۷٫۶″ شمالی ۴۴°۳۷′۲۴٫۷″ شرقی / ۳۸٫۴۶۶۰۰۰°شمالی ۴۴٫۶۲۳۵۲۸°شرقی     | ۰٫۰۴              | ۶٫۹۶              |
| خان                     | آذربایجان غربی      | خوی          | ۱۶۶۸–۰۴۴         | ۳۸°۳۳′۰۴″ شمالی ۴۴°۵۷′۳۵″ شرقی / ۳۸٫۵۵۱۱۱°شمالی ۴۴٫۹۵۹۷۲°شرقی           | ۰٫۳۴              | ۸٫۶۷              |
| سنگی صائین              | اردبیل              | نیر          | ۱۶۶۸–۰۳۷         | ۳۸°۰۰′۳٫۷۶″ شمالی ۴۷°۵۲′۵۳٫۷۱″ شرقی / ۳۸٫۰۰۱۰۴۴۴°شمالی ۴۷٫۸۸۱۵۸۶۱°شرقی  | ۰٫۰۶              |                   |
| شیخعلی‌خان (چاله‌سیاه)    | اصفهان              | شاهین‌شهر     | ۱۶۶۸–۰۱۲         | ۳۲°۵۲′۵٫۳۷″ شمالی ۵۱°۲۲′۱۳٫۴۵″ شرقی / ۳۲٫۸۶۸۱۵۸۳°شمالی ۵۱٫۳۷۰۴۰۲۸°شرقی  | ۰٫۸۲              | ۱۵٫۴۶             |
| مرنجاب                  | اصفهان              | آران و بیدگل | ۱۶۶۸–۰۱۳         | ۳۴°۱۷′۵۶٫۸۹″ شمالی ۵۱°۴۸′۴۴٫۵۹″ شرقی / ۳۴٫۲۹۹۱۳۶۱°شمالی ۵۱٫۸۱۲۳۸۶۱°شرقی | ۰٫۴۶              | ۲۲۶٫۳۳            |
| امین‌آباد                | اصفهان              | شهرضا        | ۱۶۶۸–۰۱۴         | ۳۱°۴۰′۲۱٫۷″ شمالی ۵۲°۰۴′۶٫۴۱″ شرقی / ۳۱٫۶۷۲۶۹۴°شمالی ۵۲٫۰۶۸۴۴۷۲°شرقی    | ۰٫۴               | ۵٫۲۳              |
| مهیار                   | اصفهان              | شهرضا        | ۱۶۶۸–۰۱۶         | ۳۲°۱۵′۵۴٫۰۶″ شمالی ۵۱°۴۸′۳۵٫۰۴″ شرقی / ۳۲٫۲۶۵۰۱۶۷°شمالی ۵۱٫۸۰۹۷۳۳۳°شرقی | ۰٫۹۲              | ۷۶٫۴۵             |
| گبرآباد قمصر            | اصفهان              | کاشان        | ۱۶۶۸–۰۱۵         | ۳۳°۴۶′۶٫۹۶″ شمالی ۵۱°۲۹′۲۲٫۲۹″ شرقی / ۳۳٫۷۶۸۶۰۰۰°شمالی ۵۱٫۴۸۹۵۲۵۰°شرقی  | ۰٫۴۴              | ۷۱٫۱۳             |
| گز                      | اصفهان              | گزبرخوار     | ۱۶۶۸–۰۱۷         | ۳۲°۴۸′۳۳٫۶۹″ شمالی ۵۱°۳۶′۳۳٫۵۶″ شرقی / ۳۲٫۸۰۹۳۵۸۳°شمالی ۵۱٫۶۰۹۳۲۲۲°شرقی | ۰٫۹               | ۲۰٫۳۶             |
| کوهپایه                 | اصفهان              | کوهپایه      | ۱۶۶۸–۰۱۸         | ۳۲°۴۲′۴۸٫۳۵″ شمالی ۵۲°۲۶′۸٫۸۳″ شرقی / ۳۲٫۷۱۳۴۳۰۶°شمالی ۵۲٫۴۳۵۷۸۶۱°شرقی  | ۰٫۶۱              | ۶٫۷۴              |
| نیستانک                 | اصفهان              | نائین        | ۱۶۶۸–۰۴۲         | ۳۲°۵۸′۱۶٫۳۴″ شمالی ۵۲°۴۷′۵۷٫۷۱″ شرقی / ۳۲٫۹۷۱۲۰۵۶°شمالی ۵۲٫۷۹۹۳۶۳۹°شرقی | ۰٫۴۸              | ۲۵٫۳۹             |
| ینگه امام               | البرز               | ساوجبلاغ     | ۱۶۶۸–۰۳۴         | ۳۵°۵۶′۱۰٫۶۳″ شمالی ۵۰°۴۳′۱۰٫۶۴″ شرقی / ۳۵٫۹۳۶۲۸۶۱°شمالی ۵۰٫۷۱۹۶۲۲۲°شرقی | ۰٫۴۹              | ۱۲٫۲۹             |
| مشیرالملک (برازجان)     | بوشهر               | برازجان      | ۱۶۶۸–۰۵۰         | ۳۹°۱۶′۱٫۶۱″ شمالی ۵۱°۱۲′۲۹٫۷۳″ شرقی / ۳۹٫۲۶۷۱۱۳۹°شمالی ۵۱٫۲۰۸۲۵۸۳°شرقی  | ۰٫۷۸              | ۶٫۰۱              |
| قلعه سنگی (پرند)        | تهران               | رباط‌کریم     | ۱۶۶۸–۰۰۴         | ۳۵°۲۷′۲۹٫۶۲″ شمالی ۵۰°۵۸′۲۸٫۵۵″ شرقی / ۳۵٫۴۵۸۲۲۷۸°شمالی ۵۰٫۹۷۴۵۹۷۲°شرقی | ۰٫۴               | ۴۵٫۰۹             |
| سرایان                  | خراسان جنوبی        | سرایان       | ۱۶۶۸–۰۲۳         | ۳۳°۱۵′۱۹٫۰۳″ شمالی ۵۸°۳۱′۴٫۸۶″ شرقی / ۳۳٫۲۵۵۲۸۶۱°شمالی ۵۸٫۵۱۸۰۱۶۷°شرقی  | ۰٫۱۹              | ۳٫۶۱              |
| رباط ده محمد            | خراسان جنوبی        | عشق‌آباد      | ۱۶۶۸–۰۴۵         | ۳۳°۵۹′۲۹٫۶۲″ شمالی ۵۶°۵۸′۴۵٫۰۴″ شرقی / ۳۳٫۹۹۱۵۶۱۱°شمالی ۵۶٫۹۷۹۱۷۷۸°شرقی | ۰٫۲۵              | ۱۰٫۶۸             |
| چهل‌پایه                 | خراسان جنوبی        | طبس          | ۱۶۶۸–۰۴۳         | ۳۱°۵۶′۲۴٫۰۴″ شمالی ۵۷°۰۸′۲۵٫۴۷″ شرقی / ۳۱٫۹۴۰۰۱۱۱°شمالی ۵۷٫۱۴۰۴۰۸۳°شرقی | ۰٫۳۳              | ۴۵٫۵۴             |
| رباط شرف                | خراسان رضوی         | سرخس         | ۱۶۶۸–۰۰۵         | ۳۶°۱۵′۵۹٫۶۵″ شمالی ۶۰°۳۹′۱۸٫۵۸″ شرقی / ۳۶٫۲۶۶۵۶۹۴°شمالی ۶۰٫۶۵۵۱۶۱۱°شرقی | ۱٫۱۲              | ۸۲٫۱۶             |
| عباس‌آباد تایباد         | خراسان رضوی         | تایباد       | ۱۶۶۸–۰۰۸         | ۳۴°۵۹′۴۵٫۳۷″ شمالی ۶۰°۴۳′۶٫۱۲″ شرقی / ۳۴٫۹۹۵۹۳۶۱°شمالی ۶۰٫۷۱۸۳۶۶۷°شرقی  | ۰٫۴۱              | ۱۵۰٫۳۳            |
| فخر داوود               | خراسان رضوی         | مشهد         | ۱۶۶۸–۰۱۱         | ۳۵°۵۹′۵۹٫۵۹″ شمالی ۵۹°۱۸′۴۸٫۵۵″ شرقی / ۳۵٫۹۹۹۸۸۶۱°شمالی ۵۹٫۳۱۳۴۸۶۱°شرقی | ۰٫۱۶              | ۱۰٫۰۹             |
| مزینان                  | خراسان رضوی         | داورزن       | ۱۶۶۸–۰۱۹         | ۳۶°۱۸′۲۸٫۳۶″ شمالی ۵۶°۴۸′۲۳٫۱۹″ شرقی / ۳۶٫۳۰۷۸۷۷۸°شمالی ۵۶٫۸۰۶۴۴۱۷°شرقی | ۰٫۴۷              | ۲۲٫۲۱             |
| رباط مهر                | خراسان رضوی         | داورزن       | ۱۶۶۸–۰۲۰         | ۳۶°۱۷′۴٫۵۳″ شمالی ۵۷°۰۸′۳۶٫۹۷″ شرقی / ۳۶٫۲۸۴۵۹۱۷°شمالی ۵۷٫۱۴۳۶۰۲۸°شرقی  | ۰٫۶۳              | ۲۹٫۷۹             |
| فخرآباد                 | خراسان رضوی         | بجستان       | ۱۶۶۸–۰۲۲         | ۳۴°۴۴′۴۰٫۶۹″ شمالی ۵۸°۰۳′۱۹٫۳۹″ شرقی / ۳۴٫۷۴۴۶۳۶۱°شمالی ۵۸٫۰۵۵۳۸۶۱°شرقی | ۰٫۳۲              | ۱۶٫۶۸             |
| زعفرانیه                | خراسان رضوی         | سبزوار       | ۱۶۶۸–۰۲۱         | ۳۶°۰۹′۵۶٫۵۹″ شمالی ۵۸°۰۵′۱۰٫۴۳″ شرقی / ۳۶٫۱۶۵۷۱۹۴°شمالی ۵۸٫۰۸۶۲۳۰۶°شرقی | ۰٫۶۳              | ۲۹٫۷۹             |
| رباط قلی                | خراسان شمالی        | جاجرم        | ۱۶۶۸–۰۱۰         | ۳۷°۰۹′۱۱٫۸۶″ شمالی ۵۶°۵۵′۱۴٫۶۷″ شرقی / ۳۷٫۱۵۳۲۹۴۴°شمالی ۵۶٫۹۲۰۷۴۱۷°شرقی | ۰٫۲               | ۸۳٫۷۱             |
| افضل                    | خوزستان             | شوشتر        | ۱۶۶۸–۰۵۲         | ۳۲°۰۲′۳۸٫۲۶″ شمالی ۴۸°۵۱′۷٫۶۶″ شرقی / ۳۲٫۰۴۳۹۶۱۱°شمالی ۴۸٫۸۵۲۱۲۷۸°شرقی  | ۰٫۱               | ۱٫۴۲              |
| قصر بهرام               | سمنان               | گرمسار       | ۱۶۶۸–۰۲۴         | ۳۴°۴۵′۵۵٫۰۱″ شمالی ۵۲°۱۰′۳۷٫۶۹″ شرقی / ۳۴٫۷۶۵۲۸۰۶°شمالی ۵۲٫۱۷۷۱۳۶۱°شرقی | ۰٫۶۵              | ۷۶۹٫۴۹            |
| سنگی آهوان (انوشیروانی) | سمنان               | دامغان       | ۱۶۶۸–۰۰۲         | ۳۵°۴۶′۱۴٫۶۳″ شمالی ۵۳°۴۳′۵۶٫۵۴″ شرقی / ۳۵٫۷۷۰۷۳۰۶°شمالی ۵۳٫۷۳۲۳۷۲۲°شرقی | ۰٫۶۴              | ۹۹٫۷۹             |
| آجری آهوان (شاه‌عباسی)   | سمنان               | دامغان       | ۱۶۶۸–۰۰۳         | ۳۵°۴۶′۱۳٫۹۴″ شمالی ۵۳°۴۳′۴۸٫۵۲″ شرقی / ۳۵٫۷۷۰۵۳۸۹°شمالی ۵۳٫۷۳۰۱۴۴۴°شرقی | ۰٫۶۹              |                   |
| میامی                   | سمنان               | میامی        | ۱۶۶۸–۰۲۵         | ۳۶°۲۴′۳۳٫۰۷″ شمالی ۵۵°۳۹′۱۱٫۸۸″ شرقی / ۳۶٫۴۰۹۱۸۶۱°شمالی ۵۵٫۶۵۳۳۰۰۰°شرقی | ۰٫۵۳              | ۲٫۳۹              |
| شاه‌عباسی عباس‌آباد       | سمنان               | میامی        | ۱۶۶۸–۰۲۶         | ۳۶°۲۱′۴۰٫۳۹″ شمالی ۵۶°۲۳′۱۶٫۳۵″ شرقی / ۳۶٫۳۶۱۲۱۹۴°شمالی ۵۶٫۳۸۷۸۷۵۰°شرقی | ۰٫۸۶              | ۳۰٫۶۳             |
| میاندشت                 | سمنان               | شاهرود       | ۱۶۶۸–۰۲۷         | ۳۶°۲۵′۴۱٫۲۷″ شمالی ۵۶°۰۳′۳۸٫۰۸″ شرقی / ۳۶٫۴۲۸۱۳۰۶°شمالی ۵۶٫۰۶۰۵۷۷۸°شرقی | ۲٫۴۴              | ۱۹۷٫۸۴            |
| ایزدخواست               | فارس                | آباده        | ۱۶۶۸–۰۳۱         | ۳۱°۳۰′۴۸٫۱۱″ شمالی ۵۲°۰۷′۵۹٫۵۴″ شرقی / ۳۱٫۵۱۳۳۶۳۹°شمالی ۵۲٫۱۳۳۲۰۵۶°شرقی | ۰٫۴۹              | ۳۷٫۶۵             |
| سعدالسلطنه              | قزوین               | قزوین        | ۱۶۶۸–۰۵۴         | ۳۶°۱۶′۹٫۴۶″ شمالی ۵۰°۰۰′۲٫۵۵″ شرقی / ۳۶٫۲۶۹۲۹۴۴°شمالی ۵۰٫۰۰۰۷۰۸۳°شرقی   | ۲٫۵۸              | ۱۱٫۲۸             |
| دیر گچین                | قم                  | قم           | ۱۶۶۸–۰۰۱         | ۳۵°۴۶′۱۳٫۹۴″ شمالی ۵۲°۴۳′۴۸٫۵۲″ شرقی / ۳۵٫۷۷۰۵۳۸۹°شمالی ۵۲٫۷۳۰۱۴۴۴°شرقی | ۰٫۶۹              | ۷۴٫۰۴             |
| گنجعلی‌خان               | کرمان               | کرمان        | ۱۶۶۸–۰۳۳         | ۳۰°۱۷′۲۷٫۴۴″ شمالی ۵۷°۰۴′۴۴٫۱۷″ شرقی / ۳۰٫۲۹۰۹۵۵۶°شمالی ۵۷٫۰۷۸۹۳۶۱°شرقی | ۰٫۳۸              | ۷٫۲۷              |
| چاه کوران               | کرمان               | راور         | ۱۶۶۸–۰۴۷         | ۳۱°۳۴′۹٫۶″ شمالی ۵۶°۵۱′۰٫۶۱″ شرقی / ۳۱٫۵۶۹۳۳۳°شمالی ۵۶٫۸۵۰۱۶۹۴°شرقی     | ۰٫۱۶              | ۳۵٫۶۹             |
| بیستون                  | کرمانشاه            | هرسین        | ۱۶۶۸–۰۳۲         | ۳۴°۲۳′۰۴٫۳۲″ شمالی ۴۷°۲۶′۰۵٫۷۶″ شرقی / ۳۴٫۳۸۴۵۳۳۳°شمالی ۴۷٫۴۳۴۹۳۳۳°شرقی | ۰٫۸۱              | ۳۵٫۳۶             |
| دهدشت                   | کهگیلویه و بویراحمد | دهدشت        | ۱۶۶۸–۰۳۹         | ۳۰°۴۷′۱۷٫۵۳″ شمالی ۵۰°۳۳′۴۱٫۴۹″ شرقی / ۳۰٫۷۸۸۲۰۲۸°شمالی ۵۰٫۵۶۱۵۲۵۰°شرقی | ۰٫۱۶              | ۴٫۵۱              |
| تی تی کاروانسرا         | گیلان               | سیاهکل       | ۱۶۶۸–۰۳۸         | ۳۷°۰۲′۴۱٫۱۹″ شمالی ۴۹°۵۴′۸٫۰۵″ شرقی / ۳۷٫۰۴۴۷۷۵۰°شمالی ۴۹٫۹۰۲۲۳۶۱°شرقی  | ۰٫۱۱              | ۱۲٫۲۹             |
| چمشک                    | لرستان              | پلدختر       | ۱۶۶۸–۰۵۱         | ۳۳°۱۴′۱۶٫۶۴″ شمالی ۴۸°۱۲′۴۰٫۸۱″ شرقی / ۳۳٫۲۳۷۹۵۵۶°شمالی ۴۸٫۲۱۱۳۳۶۱°شرقی | ۰٫۲۲              | ۱۱٫۶۷             |
| باغ شیخ (عبدالغفارخان)  | مرکزی               | ساوه         | ۱۶۶۸–۰۱۲         | ۳۴°۵۹′۲۶٫۹۹″ شمالی ۵۰°۲۶′۴۹٫۰۴″ شرقی / ۳۴٫۹۹۰۸۳۰۶°شمالی ۵۰٫۴۴۶۹۵۵۶°شرقی | ۰٫۸۲              | ۱۵٫۴۶             |
| بستک                    | هرمزگان             | بستک         | ۱۶۶۸–۰۵۳         | ۲۷°۱۱′۵۴٫۶″ شمالی ۵۴°۲۲′۳۳٫۵″ شرقی / ۲۷٫۱۹۸۵۰۰°شمالی ۵۴٫۳۷۵۹۷۲°شرقی     | ۰٫۱               | ۲٫۲۴              |
| فرسفج                   | همدان               | تویسرکان     | ۱۶۶۸–۰۳۰         | ۳۴°۲۹′۱۶٫۶۸″ شمالی ۴۸°۱۶′۵۸٫۷۶″ شرقی / ۳۴٫۴۸۷۹۶۶۷°شمالی ۴۸٫۲۸۲۹۸۸۹°شرقی | ۰٫۴۶              | ۱۲٫۵۶             |
| تاج‌آباد                 | همدان               | بهار         | ۱۶۶۸–۰۴۶         | ۳۴°۵۲′۳۵٫۸۸″ شمالی ۴۸°۱۳′۱۴٫۶۲″ شرقی / ۳۴٫۸۷۶۶۳۳۳°شمالی ۴۸٫۲۲۰۷۲۷۸°شرقی | ۰٫۲۸              | ۶٫۵۶              |
| خرانق                   | یزد                 | اردکان       | ۱۶۶۸–۰۴۸         | ۳۲°۲۰′۴۱٫۸۱″ شمالی ۵۴°۴۰′۴٫۷۴″ شرقی / ۳۲٫۳۴۴۹۴۷۲°شمالی ۵۴٫۶۶۷۹۸۳۳°شرقی  | ۰٫۲۸              | ۱۷٫۳۴             |
| آجری انجیره             | یزد                 | اردکان       | ۱۶۶۸–۰۰۶         | ۳۲°۰۹′۱۱٫۶۸″ شمالی ۵۴°۲۸′۳۷٫۵۹″ شرقی / ۳۲٫۱۵۳۲۴۴۴°شمالی ۵۴٫۴۷۷۱۰۸۳°شرقی | ۱٫۷۶              |                   |
| سنگی انجیره             | یزد                 | اردکان       | ۱۶۶۸–۰۰۷         | ۳۲°۰۹′۴۳٫۹۶″ شمالی ۵۴°۲۹′۲٫۵۴″ شرقی / ۳۲٫۱۶۲۲۱۱۱°شمالی ۵۴٫۴۸۴۰۳۸۹°شرقی  | ۰٫۰۹              | ۲۷۵٫۷۴            |
| رشتی عقدا               | یزد                 | اردکان       | ۱۶۶۸–۰۴۹         | ۳۲°۲۶′۲۶٫۶″ شمالی ۵۳°۳۷′۵۱٫۷۹″ شرقی / ۳۲٫۴۴۰۷۲۲°شمالی ۵۳٫۶۳۱۰۵۲۸°شرقی   | ۰٫۵               | ۹٫۵۴              |
| زین‌الدین                | یزد                 | مهریز        | ۱۶۶۸–۰۲۸         | ۳۱°۲۴′۴۲٫۶۹″ شمالی ۵۴°۴۲′۲۴٫۶۷″ شرقی / ۳۱٫۴۱۱۸۵۸۳°شمالی ۵۴٫۷۰۶۸۵۲۸°شرقی | ۰٫۴۱              | ۲۶۹٫۹۳            |
| میبد                    | یزد                 | میبد         | ۱۶۶۸–۰۲۹         | ۳۲°۱۳′۴۰٫۵۳″ شمالی ۵۴°۰۰′۳۳٫۱″ شرقی / ۳۲٫۲۲۷۹۲۵۰°شمالی ۵۴٫۰۰۹۱۹۴°شرقی   | ۰٫۶۷              | ۹٫۹۸              |